# Johnny Barrios
Johnny Alberto Barrios Meléndez (San Pedro Sula, Honduras; 4 de noviembre de 1984) es un futbolista hondureño. Juega de defensa y su equipo actual es el Real Sociedad de la Liga Nacional de Honduras.

## Clubes
| Club             | País     | Año             |
| ---------------- | -------- | --------------- |
| Atlético Gualala | Honduras | 2007 - 2009     |
| Real Juventud    | Honduras | 2009 - 2010     |
| Atlético Choloma | Honduras | 2010 - 2013     |
| Marathón         | Honduras | 2013 - 2015     |
| Parrillas One    | Honduras | 2015            |
| Platense         | Honduras | 2016            |
| Real Sociedad    | Honduras | 2016 - Presente |

## Palmarés

### Campeonatos nacionales
| Título                      | Club             | País     | Año  |
| --------------------------- | ---------------- | -------- | ---- |
| Liga de Ascenso de Honduras | Atlético Gualala | Honduras | 2009 |
| Super-final del Ascenso     | Atlético Gualala | Honduras | 2009 |